# جون براون (تاجر)
جون براون (بالدنماركية: John Brown)‏ هو تاجر دنماركي، ولد في 3 مارس 1723 في Dalkeith ‏ في المملكة المتحدة، وتوفي في 16 يناير 1808.